# بوكر براشاو
بوكر براشاو (بالإنجليزية: Booker Bradshaw)‏ هو ممثل أمريكي، ولد في 21 مايو 1941 في ريتشموند في الولايات المتحدة، وتوفي في 1 أبريل 2003 في لوس أنجلوس في الولايات المتحدة بسبب نوبة قلبية.

## وصلات خارجية
- بوكر براشاو على موقع IMDb (الإنجليزية)
- بوكر براشاو على موقع قاعدة بيانات برودواي على الإنترنت (الإنجليزية)
- بوكر براشاو على موقع قاعدة بيانات الفيلم (الإنجليزية)